# Дерматохалазіс

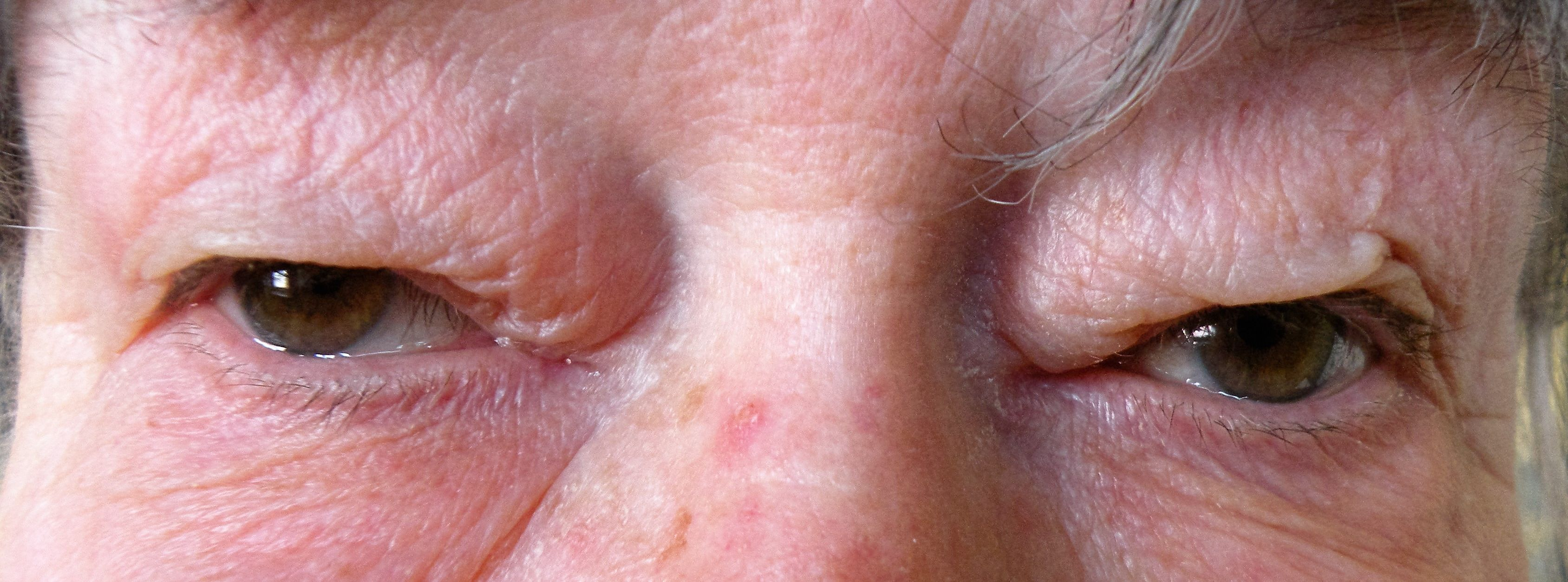
Дерматохалазіс

Дерматохалазіс (від грецького δέρμα derma «шкіра» та χαλασις chalasis «ослаблення»., синонім: лат. cutis laxa = «обвисла шкіра») описує групу переважно вікових змін сполучної тканини, які часто передаються спадково. Термін переважно використовується в офтальмології, також - в дерматології. Загальною характеристикою є обвисла, нееластична шкіра, яка ,зазвичай, звисає великими складками на різних частинах тіла, через що уражена особа виглядає старшою. Добре відомі ознаки можна виявити, серед іншого, в області під очима, повіках або шкірі спини.

## Причини
Можливі причини:
- ідіопатичний рецидивуючий набряк верхніх повік (блефарохалазіс)
- спадкові захворювання сполучної тканини (синдром cutis laxa)[2]
- рідкісні синдроми, наприклад, синдром Ашера
- вік (cutis laxa senilis)
- запальні захворювання шкіри (дерматит) або прийом пеніциламіну під час вагітності (cutis laxa acquisita)

## Діагностика
Різниця між різними формами ґрунтується на віці початку захворювання, та ,можливо, на попередніх змінах, таких як кропив’янка, набряк Квінке, запальних змінах шкіри або алергічних реакціях, наприклад, на ліки. Якщо є підозра на спадкову форму, необхідно провести детальне медичне обстеження з сімейним анамнезом, можливо, діагностичне зображення та, якщо необхідно, додаткові тести.

## Диференційна діагностика
Слід також розрізняти наступне:
- Синдром Елерса-Данлоса
- Синдром Вільямса-Бойрена
- Псевдоксантома еластична
- Прогерія (синдром Хатчінсона-Гілфорда)
- Синдром Барбера-Сея
- Синдром Костелло
- Кардіо-фаціально-шкірний синдром
- Синдром Кабукі

## Терапія
Залежно від причини захворювання, існують різні підходи до лікування, такі як підтяжка шкіри, консервативні заходи (вправи, контрастний душ, масаж сполучної тканини тощо) або хірургічні втручання (наприклад, блефаропластика). При набутих формах основна увага приділяється лікуванню основного захворювання.